# Tetracnemoidea bicolor
Tetracnemoidea bicolor är en stekelart som först beskrevs av Girault 1915.  Tetracnemoidea bicolor ingår i släktet Tetracnemoidea och familjen sköldlussteklar. Inga underarter finns listade i Catalogue of Life.